# John Illsley
Pour les articles homonymes, voir Illsley.
John Illsley est un musicien britannique né le 24 juin 1949 à Leicester.
Il a été le bassiste du groupe Dire Straits, depuis les débuts en 1977, jusqu'à la séparation du groupe en 1995. Il pratique actuellement la peinture et entretient une carrière solo, souvent en collaboration avec le groupe Cùnla. En tant que membre fondateur de Dire Straits, avec les frères guitaristes Mark et David Knopfler et le batteur Pick Withers, Illsley a joué un rôle dans le développement du son du groupe. Au moment de sa dissolution en 1995, en raison de changements de personnel, John Illsley et Mark Knopfler étaient les deux seuls membres originaux restants du groupe. Illsley a été intronisé au Rock and Roll Hall of Fame en tant que membre de Dire Straits en 2018.
Illsley a produit deux albums aux côtés de Mark Knopfler et a contribué aux projets personnels et aux œuvres de charité de ce dernier. Il a sorti deux autres albums solo, influencés par le groupe celtique Cunla.
En 2012, il a présenté une émission de télévision avec Mark Knopfler pour Sky Arts intitulée "Guitar Stories: Mark Knopfler", dans lequel les deux musiciens jouent et racontent des anecdotes autour de six guitares qui ont fait la musique de Knopfler au Royaume-Uni et aux États-Unis. 

## Jeunesse
L'enfance de John est bercée par la pêche d'épinoches dans le fleuve Jordan à Little Bowden (près de Market Harborough), avec des amis. John a fréquenté la Bromsgrove School, dans le Worcestershire et un autre établissement d’enseignement supérieur près de Kettering, dans le Northamptonshire, avant de commencer à travailler comme stagiaire en gestion dans une entreprise forestière. Il a ensuite étudié la sociologie au Goldsmiths College de l'Université de Londres et a ouvert un magasin de disques avec sa petite amie. À Londres, il partageait une chambre avec David Knopfler. Illsley a été présenté au frère aîné de David, Mark, qui venait de subir une rupture conjugale et qui jouait de la musique dans les pubs du coin. John raconte être rentré chez lui très tôt un matin... "Je suis entré dans le salon et j'ai vu ce personnage allongé sur le sol… endormi… avec une guitare sur ses jambes et il s'était assoupi sur le sol alors qu’il jouait ... sa tête était en quelque sorte penchée vers l'arrière et il y avait un cendrier avec des mégots de cigarette et du café sur le sol ...", et c’est ainsi que les deux hommes se sont rencontrés. 

## Dire Straits
David Knopfler souhaitait créer un groupe et a approché son colocataire. John Illsley jouait déjà la basse et avait le même intérêt. Convaincus qu'ils pourraient s'en sortir avec le frère de David, Mark qui était guitariste et chanteur alors que David lui-même jouait la guitare rythmique, Illsley à la basse, et Pick Withers, un ami, à la batterie. Ensemble, ils étaient destinés à former un groupe, qui s'appellera finalement Dire Straits qui, selon les rumeurs, expliquent leur renoncement à leurs emplois quotidiens et leur situation financière « critique » au moment où leur groupe est devenu populaire. Cependant, David Knopfler le nie sur son site web personnel : "L'idée que le groupe était littéralement dans une situation désespérée est en grande partie rétrospective et mythique et n’est pas réellement supportable. Nous avons tous eu des emplois de jour jusqu’à ce que nous obtenions une énorme avance de Polygram."
En plus de jouer de la basse sur tous les enregistrements de Dire Straits, John a également contribué au chant avec David Knopfler et a fait les chœurs avec Mark en concert, ainsi que sur les deux premiers albums du groupe, Dire Straits et Communiqué.
À une époque où la plupart des grands labels s'attendaient à ce que les groupes composent et enregistrent un à deux albums par an, ainsi que des tournées pour les soutenir, des tensions se sont creusées au sein du groupe entre David Knopfler et son frère aîné, Mark. Celui-ci a écrit à peu près toutes les chansons, était le leader du groupe et il est rapidement devenu un virtuose de la guitare. Au cours des sessions d'enregistrement de leur troisième album, Making Movies, la pression entre les frères Knopfler après des enregistrements, des tournées et une publicité quasi incessante a lourdement pesé sur le groupe, et David a quitté pour des différences de création avec son frère, qui a assumé le rôle de leader « de facto ».
Le groupe a rapidement engagé Hal Lindes pour remplacer David, qui est resté avec le groupe pendant cinq ans. Bien que la composition du groupe continue de changer et que des claviers soient ajoutés, John Illsley conserve son rôle de bassiste et fournit l'harmonie et les chœurs avec les autres membres du groupe. Illsley et Mark Knopfler ont été les seuls membres fondateurs à rester dans Dire Straits pendant toute son activité, de la formation en 1977, jusqu'à la dissolution en 1995. Illsley a tenté en vain de persuader Mark Knopfler de reformer le groupe en octobre 2008. 
Avant la dissolution de Dire Straits, John a publié ses deux premiers albums solo, Never Told a Soul (1984) et Glass (1988). Mark Knopfler a contribué à certaines parties de guitare.

## Cùnla
En mars 2005, dans un pub du Leicestershire, Illsley est tombé sur un groupe de rock irlandais celtique, Cùnla. Pour la première fois depuis 1993, il est monté sur scène et joue quelques chansons de Dire Straits avec le groupe. Cùnla a par la suite participé à une fête d'été que John organisait dans le Hampshire. Il est ensuite apparu avec eux à plusieurs reprises, notamment le 23 septembre 2006 à la Cathédrale d'Image aux Baux-de-Provence, en France. Cette performance a été enregistrée puis publiée en tant qu’album en 2007. Avec Illsley, ils interprétaient quelques chansons de Dire Straits, mais dans un style irlandais, Johnny Owens remplaçant tous les claviers et toutes les parties de cuivres par un violon traditionnel irlandais. Ils ont également réalisé plusieurs chansons, dont une grande partie sont écrites par Greg Pearle.
En octobre 2008, John Illsley sort un album, Beautiful You, et entreprend une tournée en Irlande avec le chanteur et compositeur Greg Pearle. C'est le quatrième album solo de John et le deuxième sorti sans l'aide de Mark Knopfler. John Illsley a collaboré avec Pearle et Paul Brady sur la chanson One et figurait dans la vidéo musicale qui l'accompagne (2008). One était aussi la chanson thème du film irlandais Anton (film 2008). 

## Vie privée
John vit maintenant dans le Hampshire avec sa deuxième épouse, Stephanie, et ses quatre enfants. Il possède un pub local, le "East End Arms", situé dans le hameau d'East End entre Lymington et Beaulieu, et qui a été classé par la critique parmi les « Cinquante meilleurs bars autour de la Grande-Bretagne ». Il est également partenaire de deux hôtels à proximité : le Master Builder's Hotel près de Beaulieu et le George Hotel sur l'île de Wight. John Illsley est un peintre passionné et la première exposition de son travail a été présentée à la galerie Nevill Keating McIlroy, Pickering Place, Londres en 2007.
En août 2014, il était l'une des 200 personnalités publiques signataires d'une lettre au Guardian opposant l'indépendance de l'Écosse dans la perspective du référendum de septembre sur cette question.

## Discographie

### Avec Dire Straits
- 1978 : Dire Straits
- 1979 : Communiqué
- 1980 : Making Movies
- 1982 : Love over Gold
- 1985 : Brothers in Arms
- 1991 : On Every Street

### En solo
- 1984 : Never told a Soul - Avec Mark Knopfler
- 1988 : Glass - Avec Mark Knopfler
- 2007 : Live at Les Baux de Provence, enregistré lors d'un concert du festival des Alpilles avec Greg Pearle et le groupe Cùnla (édition limitée).
- 2008 : Beautiful You avec Greg Pearle.
- 2010 : Streets of Heaven
- 2014 : Testing the Water
- 2016 : Long shadows
- 2019 : Coming Up For Air
- 2022 : VIII